# ヴラディミル・クカヴァツ
ヴラディミル・クカヴァツ（キリル表記：Владимир Кукавац；ラテン表記Vladimir Kukavac；1884年5月29日 – 1965年4月7日）は、ユーゴスラビアの軍人。
第一次世界大戦に従軍。両大戦間、王国軍で各職を歴任。
1941年4月のドイツ軍侵攻時、第5独立軍を指揮し、ミラン・ネディッチの第3軍集団と協同した。第5軍の編成下には、第8クライナ歩兵師団（ミロイ・ポパジッチ中将）、第9チモッチ歩兵師団（アントニー・ストシッチ中将）、第34トプリッチ歩兵師団（ウラジスラフ・コスチッチ中将）、第50ドリンスク歩兵師団（コスタ・ジヨルデヴィッチ中将）、第2騎兵師団（ジミトリエ・プレジッチ中将）が存在した。ソフィア北西から攻撃を開始したドイツ第1装甲軍集団は、ソフィア－ニシの両側面からクカヴァツの部隊を攻撃し、開戦初日に防御線を突破した。ドイツ軍の進撃を目の当たりにして、クカヴァツは全軍をモラヴァ対岸に退却させることに決心した。4月9日朝、ドイツ軍の戦車部隊はニシ市に侵入し、モラヴァ峡谷沿いに北方へ進撃を開始した。その後、モラヴァ東岸に残された部隊は、ドイツ第12軍により撃破された。